# Erin Phillips
Erin Phillips, född den 19 maj 1985 i Melbourne, Australien, är en australisk basketspelare som tog tog OS-silver 2008 i Peking. Detta var tredje gången i rad Australien tog silver vid de olympiska baskettävlingarna. 

## Laghistorik

### WNBA
- Connecticut Sun (2006, 2008–2009)
- Indiana Fever (2011–2013)
- Phoenix Mercury (2014)
- Los Angeles Sparks (2015)
- Dallas Wings (2016-)

### Andra lag
- Adelaide Lightning (2002–2008)
- Electra Ramat Hasharon (2008–2009)
- Lotos Gdynia (2009–2010)
- TS Wisła Can-Pack Kraków (2010–2012)